# WikiWikiWeb

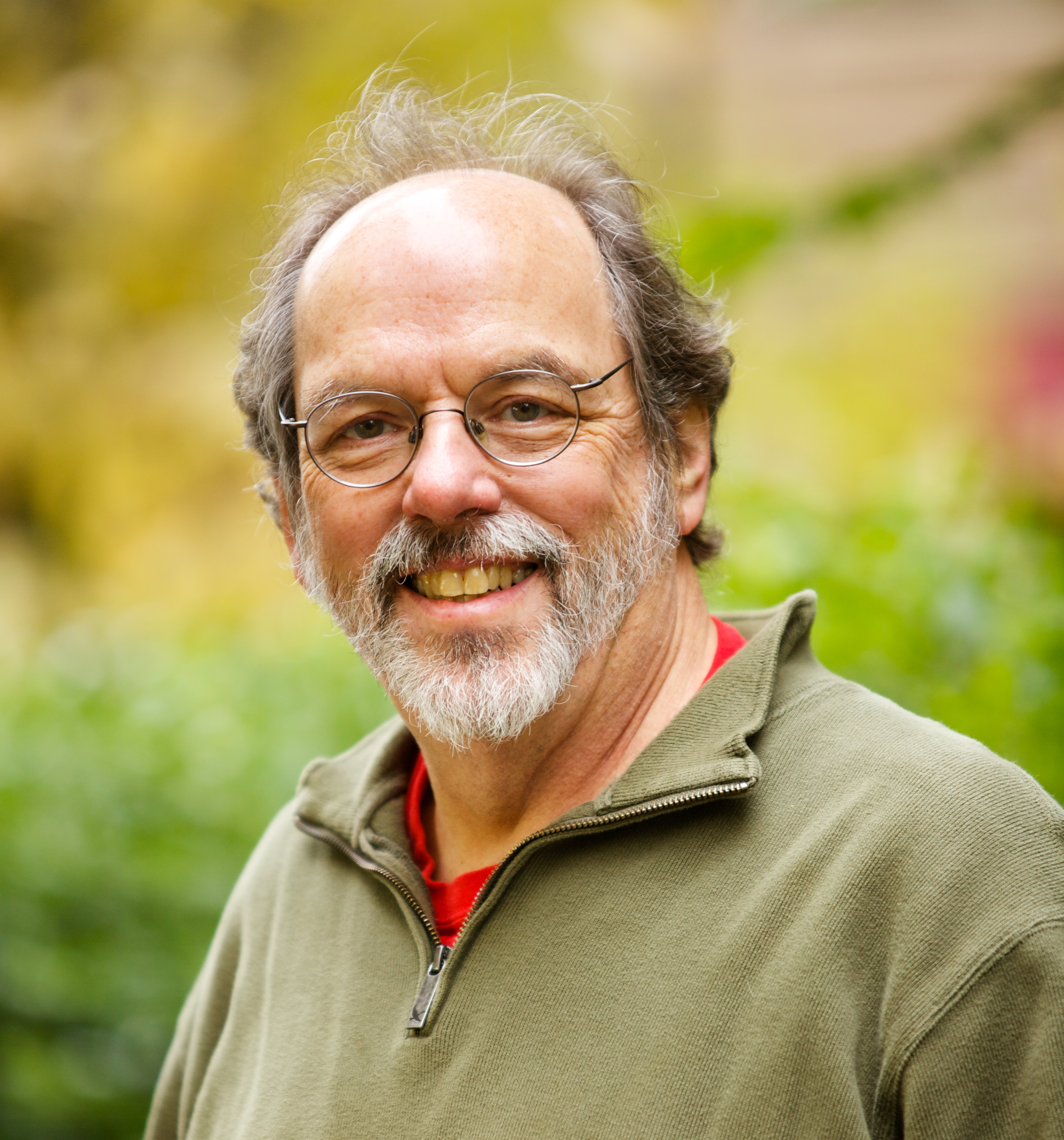
Ward Cunningham năm 2011

WikiWikiWeb là một trang wiki đầu tiên hay còn gọi là trang web đầu tiên mà người dùng có thể đóng góp sửa đổi. Trang web được nhà phát minh, lập trình viên Ward Cunningham ra mắt vào ngày 25 tháng 3 năm 1995 trên c2.com như một trang phụ cho Portland Pattern Repository - một trang web chuyên thảo luận về các mẫu thiết kế phần mềm. Trang web thường được người dùng gọi đơn giản là "Wiki".

## Lịch sử
Phần mềm và trang web đã được Cunningham phát triển vào năm 1994 nhằm giúp việc trao đổi ý tưởng giữa các lập trình viên trở nên dễ dàng hơn. Khái niệm này dựa trên ý tưởng được phát triển qua dạng thức HyperCard mà Cunningham đã tạo dựng vào cuối những năm 1980. Ngày 25 tháng 3 năm 1995, ông đã cài đặt phần mềm này trên trang web của công ty mình (Cunningham & Cunningham) mang tên c2.com. Cunningham nghĩ ra cái tên WikiWikiWeb vì ông nhớ đến một nhân viên tại quầy chỉ dẫn Sân bay Quốc tế Honolulu đã bảo ông bắt chuyến đi Wiki Wiki Shuttle, một tuyến xe buýt sân bay đưa đón chạy giữa các nhà ga của sân bay. "Wiki Wiki" là một từ lặp hai hai lần của chữ "wiki", một từ trong tiếng Hawaii có nghĩa là "nhanh chóng". Ý tưởng của Cunningham là làm cho người dùng có thể sửa đổi các trang của WikiWikiWeb một cách nhanh chóng, vì vậy ban đầu ông nghĩ đến việc gọi nó là "QuickWeb", nhưng sau đó ông bỗng đổi ý và đặt tên nó là "WikiWikiWeb".
Tính đến  tháng 4 năm 2020, trang WelcomeVisitors của WikiWikiWeb có mô tả sau trong hai đoạn mở đầu:
Chào mừng bạn đến với WikiWikiWeb, còn gọi là "Wiki". Rất nhiều người đã có trải nghiệm wiki đầu tiên của họ ở đây. Cộng đồng này đã có từ năm 1995 và bao gồm nhiều người. Chúng tôi luôn chấp nhận những người mới đến với những đóng góp có giá trị. Nếu bạn chưa sử dụng wiki trước đây, hãy chuẩn bị một chút về CultureShock (cú sốc văn hóa). Tính hữu ích của Wiki nằm ở sự tự do, đơn giản và sức mạnh mà nó mang lại. Trọng tâm chính của trang web này là PeopleProjectsAndPatterns (Dự án và mô hình con người) trong quá trình SoftwareDevelopment (phát triển phần mềm). Tuy nhiên, nó không chỉ đơn thuần là một InformalHistoryOfProgrammingIdeas (Lịch sử không chính thức của các ý tưởng lập trình). Nó bắt đầu từ đó, nhưng chủ đề đã tạo ra một nền văn hóa và DramaticIdentity (Bản sắc đầy ấn tượng) của riêng nó. Tất cả nội dung Wiki đều WorkInProgress (Đang trong tiến trình công việc). Hơn hết, đây là một diễn đàn nơi mọi người chia sẻ ý tưởng! Nó thay đổi khi mọi người đến và đi. Phần lớn thông tin ở đây là chủ quan. Nếu bạn đang tìm kiếm một trang web tham khảo chuyên dụng, hãy thử WikiPedia; WikiIsNotWikipedia!
Các siêu liên kết giữa các trang trên WikiWikiWeb được tạo bằng cách nối các từ viết hoa lại với nhau, một kỹ thuật được gọi là quy tắc lạc đà (camel case). Quy ước về định dạng đánh dấu wiki này vẫn được tuân theo bởi một số phần mềm wiki gần đây hơn, trong khi những phần mềm khác, chẳng hạn như phần mềm MediaWiki trợ giúp Wikipedia, cho phép các liên kết không có quy tắc lạc đà.
Tháng 12 năm 2014, WikiWikiWeb đã bị những kẻ phá hoại tấn công và được đưa vào trạng thái chỉ dành cho việc đọc mà thôi. Ngày 1 tháng 2 năm 2015, Cunningham thông báo rằng Wiki đã được viết lại dưới dạng một ứng dụng một trang và được chuyển sang Federated Wiki mới.